# Амелдинген на Оуру
Амелдинген на Оуру (њем. Ammeldingen an der Our) општина је у њемачкој савезној држави Рајна-Палатинат. Једно је од 235 општинских средишта округа Ајфелкрајс Битбург-Прим. Према процјени из 2010. у општини је живјело 10 становника. Посједује регионалну шифру (AGS) 7232004.

## Географија
Амелдинген на Оуру се налази у савезној држави Рајна-Палатинат у округу Ајфелкрајс Битбург-Прим. Општина се налази на надморској висини од 350 метара. Површина општине износи 2,6 km².

## Становништво
У самом мјесту је, према процјени из 2010. године, живјело 10 становника. Просјечна густина становништва износи 4 становника/km².